# História LGBTQ+ na Tailândia
A história de pessoas LGBTQ (lésbicas, gays, bissexuais, transgêneros e queer) na Tailândia tem início há milhares de anos. Conceitos de identidade de gênero e orientação sexual foi influenciado pelas tradições indígenas e budistas do país.
Alguns budistas acreditam que ser LGBTQ+ pode ser um punimento trazido por vidas passadas.  No século XX, as pessoas LGBTQ receberam regulamentações legais mais rigorosas sobre suas orientações sexuais, com as restrições sendo aos poucos amenizadas no início do século XXI.  Entretanto, o ativismo em prol da população LGBTQ tem se desenvolvido lentamente devido à falta de interesse do governo Tailandês.[carece de fontes?]